# Mostra de Venise 2019
La Mostra de Venise 2019 — ou la 76e édition de la Mostra de Venise ou encore la 76e édition du Festival international du film de Venise (en italien : 76ª edizione della Mostra internazionale d'arte cinematografica) — est un festival de cinéma international qui s'est tenu à Venise en Italie du 28 août au 7 septembre 2019.

## Déroulements et faits marquants
Le 12 mars 2019 les organisateurs de la Mostra de Venise annonce que la comédienne Julie Andrews recevra un Lion d'or pour la carrière,. Elle a remporté au cours de sa carrière notamment le Golden Globe de la meilleure actrice dans un film musical ou une comédie et l'Oscar de la meilleure actrice. Elle succède à David Cronenberg et Vanessa Redgrave.
Le 3 mai 2019 il est annoncé que Alessandra Mastronardi sera la maîtresse des cérémonies d'ouverture et de clôture de cette 76e édition du festival de Venise.
La direction de la Mostra de Venise a annoncé le 14 juin 2019 que le réalisateur espagnol Pedro Almodovar va recevoir lui aussi un Lion d'Or pour l'ensemble de sa carrière. Son film Femmes au bord de la crise de nerfs avait reçu le Prix du meilleur scénario en 1988.
Le 24 juin 2019, il est annoncé que c’est Lucrecia Martel qui présidera le jury international. Elle fut membre du jury en 2008 sous la présidence de Wim Wenders. Elle succède au réalisateur Guillermo del Toro.
Le 18 juillet 2019, le film d'ouverture est dévoilé. Il s'agit du film La Vérité de Hirokazu Kore-eda, qui sera également en compétition.
Le 22 juillet 2019, le film de clôture est dévoilé. Il s'agit du The Burnt Orange Heresy de Giuseppe Capotondi.
Le 31 août 2019, la direction signe la Charte pour la parité et la diversité dans les festivals de cinéma portée par le Collectif 50/50.
Le 7 septembre 2019, le palmarès est dévoilé : le Lion d'or est décerné à Joker de Todd Phillips, le Grand Prix du Jury à J'accuse de Roman Polanski et le Lion d'argent du meilleur réalisateur à Roy Andersson pour Pour l'éternité.

## Jurys

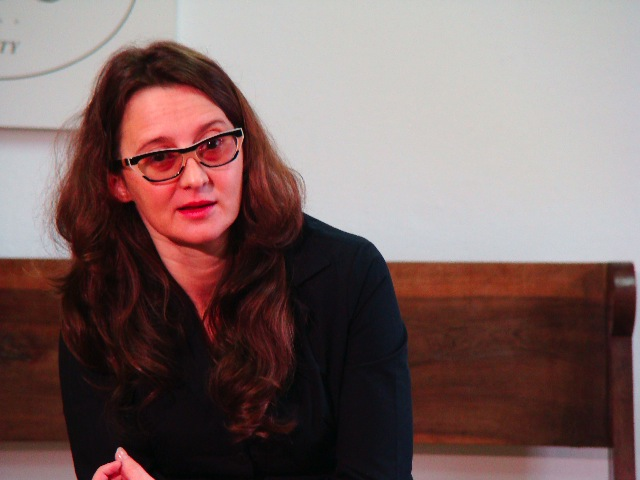
Lucrecia Martel, présidente du jury de la 76e Mostra de Venise.

### Jury international
- Lucrecia Martel (présidente du jury) : réalisatrice, scénariste et productrice  Argentine
- Piers Handling, historien et critique  Canada
- Mary Harron, réalisatrice  Canada
- Stacy Martin, actrice  Royaume-Uni  France
- Rodrigo Prieto, directeur de la photographie  Mexique
- Shinya Tsukamoto, réalisateur  Japon
- Paolo Virzì, réalisateur  Italie

### Orizzonti
- Susanna Nicchiarelli (présidente du jury), réalisatrice  Italie
- Mark Adams, directeur artistique  Royaume-Uni
- Rachid Bouchareb, réalisateur  France  Algérie
- Álvaro Brechner, réalisateur  Uruguay
- Eva Sangiorgi, directeur artistique  Italie

### Luigi De Laurentiis
- Emir Kusturica (président du jury), réalisateur  Serbie
- Antonietta De Lillo, réalisateur  Italie
- Hend Sabri, actrice  Tunisie
- Michael J. Werner, producteur  États-Unis
- Terence Nance, réalisateur  États-Unis

### Venice Virtual Reality
- Laurie Anderson (présidente du jury), artiste expérimentale et musicienne  États-Unis
- Francesco Carrozzini, photographe  Italie
- Alysha Naples, designer  Italie

### Venice Classics
- Costanza Quatriglio (président du jury), réalisateur  Italie

## Sélections

### In concorso
Films présentés en compétition.
| Titre                                        | Réalisation       | Pays               | Distribution                                                                                              |
| -------------------------------------------- | ----------------- | ------------------ | --- |
| Le Domaine (A Herdade)                       | Tiago Guedes      | Portugal           | Albano Jerónimo, Sandra Faleiro, Miguel Borges, Ana Vilela da Costa, João Pedro Mamede, Victória Guerra   |
| Pour l'éternité                              | Roy Andersson     | Suède              | Ania Nova, Lesley Leichtweis Bernardi, Martin Serner, Lisa Blohm, Kristina Ekmark                         |
| Ad Astra                                     | James Gray        | États-Unis         | Brad Pitt, Tommy Lee Jones, Ruth Negga, Liv Tyler, Donald Sutherland, Jamie Kennedy, Natasha Lyonne       |
| Milla (Babyteeth)                            | Shannon Murphy    | Australie          | Eliza Scanlen, Essie Davis, Ben Mendelsohn, Toby Wallace, Emily Barclay, Eugene Gilfedder                 |
| Cuban Network                                | Olivier Assayas   | France             | Penélope Cruz, Édgar Ramírez, Gael García Bernal, Wagner Moura, Ana de Armas, Leonardo Sbaraglia          |
| Ema                                          | Pablo Larraín     | Chili              | Mariana Di Girólamo, Gael García Bernal, Santiago Cabrera                                                 |
| Gloria Mundi                                 | Robert Guédiguian | France             | Ariane Ascaride, Gérard Meylan, Anaïs Demoustier, Robinson Stévenin, Jean-Pierre Darroussin, Lola Naymark |
| Guest of Honour                              | Atom Egoyan       | Canada             | David Thewlis, Laysla De Oliveira, Luke Wilson, Rossif Sutherland                                         |
| Il sindaco del Rione Sanità                  | Mario Martone     | Italie             | Francesco Di Leva, Massimiliano Gallo, Roberto De Francesco, Ernesto Mahieux                              |
| J'accuse                                     | Roman Polanski    | France             | Jean Dujardin, Louis Garrel, Emmanuelle Seigner, Mathieu Amalric, Melvil Poupaud, Olivier Gourmet         |
| Joker                                        | Todd Phillips     | États-Unis         | Joaquin Phoenix, Robert De Niro, Zazie Beetz, Frances Conroy, Marc Maron, Bryan Callen, Brett Cullen      |
| The Laundromat : L'Affaire des Panama Papers | Steven Soderbergh | États-Unis         | Meryl Streep, Gary Oldman, Antonio Banderas, David Schwimmer, Sharon Stone, Jeffrey Wright                |
| La mafia non è più quella di una volta       | Franco Maresco    | Italie             | Film documentaire                                                                                         |
| Marriage Story                               | Noah Baumbach     | États-Unis         | Scarlett Johansson, Adam Driver, Laura Dern, Ray Liotta, Alan Alda, Merritt Wever                         |
| Martin Eden                                  | Pietro Marcello   | Italie             | Luca Marinelli, Carlo Cecchi, Jessica Cressy, Marco Leonardi, Vincenzo Nemolato                           |
| No.7 Cherry Lane                             | Yonfan            | Hong Kong          | Film d'animation                                                                                          |
| The Painted Bird                             | Václav Marhoul    | République tchèque | Petr Kotlar, Stellan Skarsgård, Udo Kier, Harvey Keitel, Barry Pepper, Julian Sands                       |
| The Perfect Candidate                        | Haifaa al-Mansour | Arabie saoudite    | Mila Al Zahrani, Nora Al Awadh, Dae Al Hilali                                                             |
| Saturday Fiction                             | Lou Ye            | Chine              | Gong Li, Pascal Greggory, Joe Odagiri, Mark Chao, Tom Wlaschiha                                           |
| La Vérité (film d'ouverture)                 | Hirokazu Kore-eda | France             | Catherine Deneuve, Juliette Binoche, Ethan Hawke, Ludivine Sagnier                                        |
| Waiting for the Barbarians                   | Ciro Guerra       | États-Unis         | Mark Rylance, Johnny Depp, Robert Pattinson, Harry Melling, Greta Scacchi                                 |

### Fuori concorso
Films présentés hors compétition

#### Longs-métrages de fiction
| Titre                                     | Réalisation              | Pays       | Distribution                                                                                              |
| ----------------------------------------- | ------------------------ | ---------- | --- |
| Adults in the Room                        | Costa-Gavras             | France     | |
| The Burnt Orange Heresy (film de clôture) | Giuseppe Capotondi       | Italie     | Claes Bang, Elizabeth Debicki, Donald Sutherland, Mick Jagger                                             |
| Le Roi                                    | David Michôd             | Australie  | Timothée Chalamet, Joel Edgerton, Robert Pattinson, Ben Mendelsohn, Lily-Rose Depp, Sean Harris           |
| Mosul                                     | Matthew Michael Carnahan | États-Unis | |
| Seberg                                    | Benedict Andrews         | États-Unis | Kristen Stewart, Anthony Mackie, Jack O'Connell, Margaret Qualley, Colm Meaney, Zazie Beetz, Stephen Root |
| Tutto il mio folle amore                  | Gabriele Salvatores      | Italie     | |
| Vivere                                    | Francesca Archibugi      | Italie     | |

#### Séances spéciales
| Titre                                                  | Réalisation           | Pays                             | Distribution                                               |
| ------------------------------------------------------ | --------------------- | -------------------------------- | ---------------------------------------------------------- |
| No One Left Behind                                     | Guillermo Arriaga     | Mexique                          |                                                            |
| Electric Swan                                          | Konstantina Kotzamani | France Grèce Argentine           |                                                            |
| Irréversible – inversion intégrale                     | Gaspar Noé            | France                           | Vincent Cassel, Albert Dupontel, Monica Bellucci           |
| ZeroZeroZero (épisodes 1 et 2)                         | Stefano Sollima       | Italie                           | Andrea Riseborough, Dane DeHaan, Gabriel Byrne             |
| The New Pope (épisodes 2 et 7)                         | Paolo Sorrentino      | Italie France Espagne États-Unis | Jude Law, Stefano Accorsi, Javier Cámara, Cécile de France |
| Eyes Wide Shut                                         | Stanley Kubrick       | États-Unis                       | Tom Cruise, Nicole Kidman, Sydney Pollack                  |
| Never Just a Dream: Stanley Kubrick And Eyes Wide Shut | Matt Wells            | États-Unis                       |                                                            |

### Orizzonti
| Titre                | Réalisation             | Pays               | Distribution |
| -------------------- | ----------------------- | ------------------ | ------------ |
| Atlantis             | Valentin Vasjanovič     | Ukraine            |              |
| Un fils              | Mehdi Barsaoui          | Tunisie            |              |
| Blanco en blanco     | Theo Court              | Espagne            |              |
| Borot’mokmedi        | Dmitri Mamuliya         | Géorgie Russie     |              |
| Chola                | Sasidharan Sanal Kumar  | Inde               |              |
| Giants Being Lonely  | Great Patterson         | États-Unis         |              |
| Hava, Maryam, Ayesha | Sahraa Karimi           | Afghanistan        |              |
| La Loi de Téhéran    | Saeed Roustayi          | Iran               |              |
| Madre                | Rodrigo Sorogoyen       | Espagne            |              |
| Mes jours de gloire  | Antoine De Bary         | France             |              |
| Moffie               | Oliver Hermanus         | Afrique du Sud     |              |
| Nevia                | Nunzia De Stefano       | Italie             |              |
| Pelikanblut          | Katrin Gebbe            | Allemagne Bulgarie |              |
| Balloon              | Pema Tseden             | Chine              |              |
| Revenir              | Jessica Palud           | France             |              |
| Rialto               | Peter Mackie Burns      | Irlande            |              |
| Sole                 | Carlo Sironi            | Italie             |              |
| Verdict              | Raymund Ribas Gutierrez | Philippines        |              |
| Zumiriki             | Oskar Alegria           | Espagne            |              |

### Venezia Classici
| Titre                                                           | Réalisation          | Pays                     | Distribution |
| --------------------------------------------------------------- | -------------------- | ------------------------ | ------------ |
| L’Homme qui rétrécit (The Incredible Shrinking Man)             | Jack Arnold          | États-Unis               |              |
| Les Recrues (La commare secca)                                  | Bernardo Bertolucci  | Italie                   |              |
| La Stratégie de l'araignée (Strategia del ragno)                | Bernardo Bertolucci  | Italie                   |              |
| La Vie criminelle d'Archibald de la Cruz ( Ensayo de un crimen) | Luis Buñuel          | Mexique                  |              |
| Le Passage du Rhin                                              | André Cayatte        | France                   |              |
| Maria Zef                                                       | Vittorio Cottafavi   | Italie                   |              |
| Crash                                                           | David Cronenberg     | Canada                   |              |
| La maison est noire                                             | Forough Farrokhzad   | Iran                     |              |
| Le Cheik blanc                                                  | Federico Fellini     | Italie                   |              |
| Remous (Sodrásban)                                              | István Gaál          | Hongrie                  |              |
| Les collines de Marlik (Tappeha-ye Marlik)                      | Ebrahim Golestan     | Iran                     |              |
| La Mort d'un bureaucrate (La Muerte de un burócrata)            | Tomás Gutiérrez Alea | Cuba                     |              |
| Garçonne (Out of the Blue)                                      | Dennis Hopper        | États-Unis Canada        |              |
| Extase (Extáze)                                                 | Gustav Machatý       | Autriche Tchécoslovaquie |              |
| Mauri                                                           | Merata Mita          | Nouvelle-Zélande         |              |
| Le Commando traqué (Tiro al piccione)                           | Giuliano Montaldo    | Italie                   |              |
| Francisca                                                       | Manoel de Oliveira   | Portugal                 |              |
| New York, New York                                              | Martin Scorsese      | États-Unis               |              |
| L'Obier rouge                                                   | Vassili Choukchine   | Union soviétique         |              |
| Le Gaucho (Way of a Gaucho)                                     | Jacques Tourneur     | États-Unis               |              |

## Palmarès

### Compétition officielle
- Lion d'or : Joker de Todd Phillips
- Lion d'argent - Grand Prix du Jury : J'accuse de Roman Polanski
- Lion d'argent du meilleur réalisateur : Roy Andersson pour Pour l'éternité
- Coupe Volpi de la meilleure interprétation féminine : Ariane Ascaride pour Gloria Mundi
- Coupe Volpi de la meilleure interprétation masculine : Luca Marinelli pour Martin Eden
- Prix du meilleur scénario : Yonfan pour No.7 Cherry Lane
- Prix Marcello Mastroianni du meilleur espoir : Toby Wallace pour Babyteeth
- Prix spécial du jury : La mafia non è più quella di una volta de Franco Maresco

### Section Orizzonti
- Prix du meilleur film : Atlantis de Valentin Vasjanovič
- Prix du meilleur réalisateur : Theo Court pour Blanco en blanco
- Prix spécial du jury : Verdict de Raymund Ribas Gutierrez
- Prix de la meilleure actrice : Marta Nieto pour Madre
- Prix du meilleur acteur : Sami Bouajila pour Un fils
- Prix du meilleur scénario : Revenir de Jessica Palud
- Prix du meilleur court-métrage : Darling de Saim Sadiq

### Autres prix
- Prix Luigi De Laurentiis : You Will Die At Twenty de Amjad Abu Alala
- Prix Venice Virtual Reality de la meilleure réalité virtuelle : The Key de Céline Tricart
- Prix Venice Virtual Reality de la meilleure expérience en réalité virtuelle : A Linha de Ricardo Laganaro
- Prix Venice Virtual Reality de la meilleure histoire racontée en réalité virtuelle : Daughters of Chibok de Joel Kachi Benson
- Prix Venezia Classici du meilleur film restauré : Extase de Gustav Machatý
- Prix Venezia Classici du meilleur documentaire sur le cinéma: Babenco - Tell Me When I Die de Barbara Paz

### Prix spéciaux
| Prix                       | Attribué à      | Pays        |
| -------------------------- | --------------- | ----------- |
| Lion d'or pour la carrière | Julie Andrews   | Royaume-Uni |
| Lion d'or pour la carrière | Pedro Almodovar | Espagne     |